# Rivière Blanche (lac Témiscamingue)
Pour les articles homonymes, voir Rivière Blanche.
La rivière Blanche est un cours d'eau qui prend sa source dans l'unité cadastrale de Maisonville située dans le district de Timiskaming dans la province de l'Ontario, au Canada, pour aller se jeter dans le lac Témiscamingue, à 120 kilomètres de sa source.

## Géographie

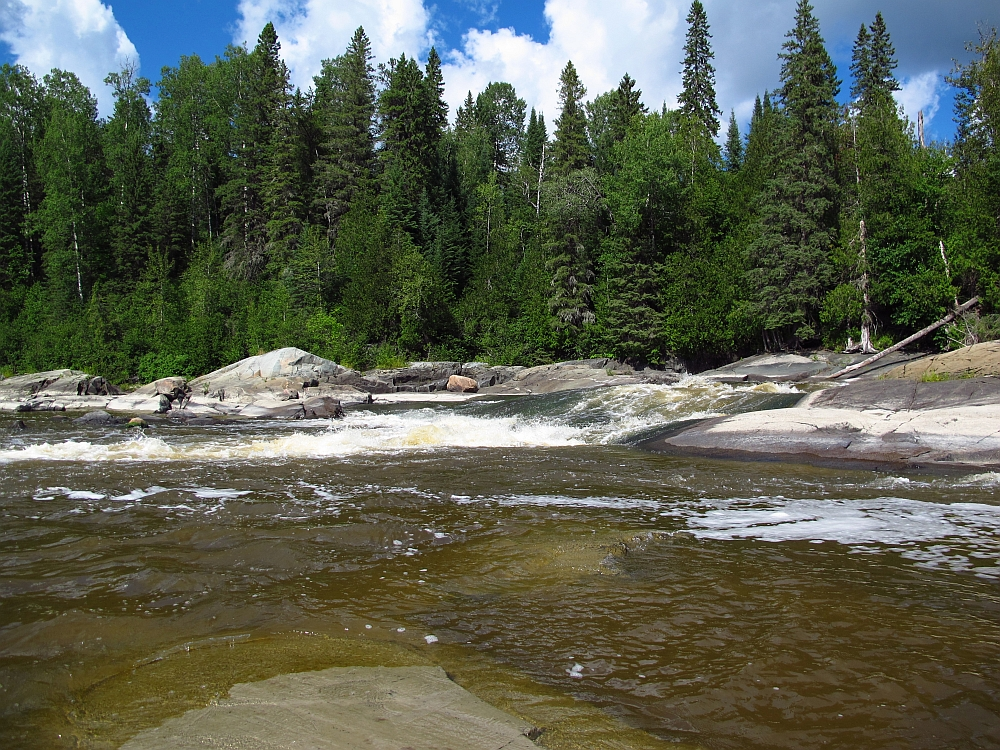
Les rapides Stuart de la rivière Blanche

La rivière Blanche prend sa source à une altitude de 306 mètres. Elle passe plusieurs fois sous la  route provinciale 11, ainsi que sous les voies du chemin de Fer de l'Ontario Northland.
La rivière traverse la petite cité de Kirkland Lake avant de s'écouler sous la route provinciale 66, puis, plus loin sous la route provinciale 112. Ensuite, la rivière Blanche reçoit les eaux de la rivière Larder (venant de l'est) ; puis les eaux de la rivière Englehart (venant de l'ouest) dont l'embouchure est situé juste au nord de la ville d'Englehart. La rivière poursuit son  court en traversant les villages de Hilliard et Casey. Elle finit son trajet en passant sous la route provinciale 65, avant d'aller se jeter dans la Baie Paulson, située au nord du lac Témiscamingue, à une altitude de 178 mètres. L'embouchure de la rivière est situé tout près de la frontière Québec-Ontario et au nord-est du village ontarien de New-Liskeard et à l'ouest du village québécois de Notre-Dame-du-Nord.